# Formignana
Formignana é uma comuna italiana da região da Emília-Romanha, província de Ferrara, com cerca de 2.840 habitantes. Estende-se por uma área de 22 km², tendo uma densidade populacional de 129 hab/km². Faz fronteira com Copparo, Ferrara, Jolanda di Savoia, Tresigallo.

## Demografia
| Variação demográfica do município entre 1861 e 2011                               |
|                                                                                   |
| Fonte: Istituto Nazionale di Statistica (ISTAT) - Elaboração gráfica da Wikipedia |